# 大卡贝塞拉
大卡贝塞拉是巴西米纳斯吉拉斯州的一个市镇。总面积1025.991平方公里，总人口6294人，人口密度6.1人/平方公里。